# Billedstøj
Billedstøj er et udtryk anvendt i forbindelse med digital fotografering, populært en benævnelse for flere eller få korn i det endelige resultat af fremkaldte billede.
Støj opstår oftest i forbindelse med fotografering i svagt lys med en høj ISO-værdi.

## Vejledende ISO-værdier for støjreduktion
Vejledende ISO-værdier, 2009, afhængig af kameratype og billedchip, opstår synlig støj på billederne ved værdier større end:
- Mobiltelefon: > ISO 100
- Kompaktkamera: > ISO 400
- Spejlrefleks, begynderkamera: > ISO 800
- Spejlrefleks, halvprofessionelt: > ISO 1600
- Spejlrefleks, professionelt: > ISO 3200

## Hovedgrupper af støj
- Lys- eller luminansstøj, opstår på grund af små variationer i den målte lysstyrke
- Farvestøj, opstår på grund af billedchippens evne til at behandle de røde, grønne og blå pixels.
- Banding, opstår fordi de elektroniske kredsløb afgiver varierende mængder af støj, hvilket kan ses som misfarvede striber på billedet.
- Hot pixels, opstår som regel ved lange eksponeringstider, hvilket medfører falske lysgengivelser.